# BBÖ VT 23
Der VT 23 war ein Verbrennungsmotor-Triebwagen der Bundesbahnen Österreich (BBÖ).

## Geschichte und technische Daten
Er wurde 1926 bei der Waggonfabrik Graz bestellt und im April 1927 ausgeliefert. Der Triebwagen entstand mit einer Lieferung mehrerer Fahrzeuge der Deutschen Werke Kiel (BBÖ VT 21, BBÖ VT 22) und war mit einer Maschinenanlage von diesem Hersteller ausgerüstet. Eingesetzt wurde der Triebwagen in Schwarzenau. 1938 wurde er von der Deutschen Reichsbahn übernommen und als 720 in Zweitbesetzung bezeichnet. Eingesetzt wurde der Triebwagen von der DR in Mistelbach. 1945 verblieb der Wagen bei den ČSD und wurde zu einem nicht bekannten Zeitpunkt ausgemustert.

## Fahrzeugaufbau
Der Triebwagen wurde in der Literatur als Stadtbahnwagen bezeichnet. Die Besonderheit war bei ihm die zweiachsige Antriebsanlage mit einem mechanischen Getriebe über Gelenkwellen.
Das Untergestell und der Wagenkasten waren aus Profilen und Stahlblech vernietet, das Dach bestand aus verzinktem Stahlblech. Der Fahrgastraum besaß sechs größere Einzelfenster auf jeder Seite und war zwischen den kombinierten Einstiegs-/Führerräumen gelegen. In der Führerstandsstirnwand waren Übergangsbrücken für den Wechsel des Zugpersonals in einen Beiwagen vorhanden. Sie waren ohne Scherengitter ausgeführt. Im nicht benutzten Führerstand konnte der Bedientisch für den Lokführer verschlossen werden. Die Radsätze waren als Lenkachsen ausgebildet und stützten sich über Blattfedern und Federböcken auf dem Untergestell ab. Beide Radsätze waren abgebremst, als Fahrzeugbremse wurde eine Vakuumbremse Bauart Hardy verwendet. Die Bremse war eine mechanische Klotzbremse.
Angetrieben wurde der Wagen von einem Motor der DWK. Die vier Zylinder des Motors besaßen je 150 mm Durchmesser und 180 mm Hub. Für die Zündung war eine Anlage von Bosch vorhanden. Sie war als Doppelzündung ausgeführt. 1943 war der Triebwagen schon mit einem anderen Ottomotor gleicher Leistung aus der Fertigung der Waggonfabrik Graz ausgerüstet und wurde mit Flüssiggas betrieben. Der Motor wurde elektrisch gestartet, für den Notfall bestand die Möglichkeit des mechanischen Starts. Gekühlt wurde der Motor mittels Wasser. Kühlanlagen waren auf dem Dach aufgebaut. Dort befand sich auch der Kraftstoffbehälter, was die Zuführung des Kraftstoffes zum Vergaser durch natürliches Gefälle ermöglichte.
Die Kraftübertragung wurde von dem Motor über eine fußbetätigte Einscheibentrockenkupplung auf ein Vierganggetriebe realisiert, das gleichzeitig ein Wendegetriebe besaß. Der Gangwechsel erfolgte über Radverschiebungen. Die Kraftübertragung auf die Antriebsräder wurde mit Gelenkwellen durchgeführt. Der Triebwagen besaß ein Bordnetz von 12 V Gleichspannung, die von zwei Lichtmaschinen oder bei Stillstand von einer Batterie mit einer Kapazität von 116 Ah gespeist wurde.